# 1773 au Canada
Pour un article plus général, voir Chronologie du Canada.
Cet article traite des événements qui se sont produits durant l'année 1773 au Canada.

## Événements

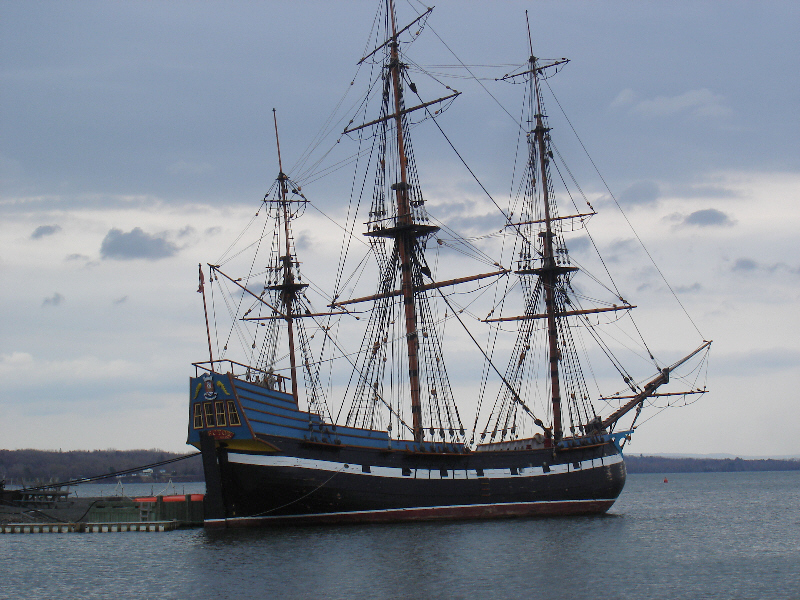
Réplique du navire hector qui amena des colons écossais à Pictou en Nouvelle-Écosse en 1773.

- 7 juillet : début de la Première assemblée générale de l'île Saint-Jean (en) et mise en place du Conseil législatif à l'île Saint-Jean (en) (Île-du-Prince-Édouard).
- Le pape Clément XIV ordonne la Suppression de la Compagnie de Jésus. Lorsque la nouvelle arriva au Diocèse de Québec, monseigneur Jean-Olivier Briand s'arrangea avec le lieutenant-gouverneur Hector Theophilus de Cramahé pour que le bref pontifical ne soit pas annoncé au Canada. Les jésuites purent continuer à œuvrer au Canada[1].
- Le Château de Vaudreuil est acheté par le père Jean-Baptiste Curatteau pour devenir le Collège Saint-Raphael.
- Décembre : Des seigneurs canadiens soumettent une pétition et un mémoire au roi dans lesquels ils demandent :  Que soient restaurés les lois, les privilèges, et les coutumes françaises. Que la province retrouve ses anciennes frontières. Que la loi de la Grande-Bretagne soit appliquée sans distinction à tous les sujets
- 16 décembre : incident du Boston Tea Party à Boston, précurseur de la Révolution américaine.

## Naissances
- 6 janvier : Joseph Le Vasseur Borgia, avocat et homme politique.
- 14 janvier : William Pitt Amherst, gouverneur général de l'Inde britannique.
- 21 juillet : Olivier Perrault, avocat et homme politique.

## Décès
- 31 janvier : Sebastian Zouberbuhler (en), marchand et homme politique en Nouvelle-Écosse.